# موریس لابری
موریس لابری (فرانسوی: Maurice Labeyrie‎; ۱۸۸۹ – نامشخص) بازیکن راگبی ۱۵ نفره اهل فرانسه بود. او در سال ۱۹۲۰ به همراه تیم فرانسه مدال نقره مسابقات المپیک را کسب کرد.

## زندگی نامه
موریس لابیری برای راگبی Tarbes Pyrénées بازی کرد که با آنها فینالیست مسابقات قهرمانی اتحادیه راگبی فرانسه 1913-1914 شد،  برای Racing Club de France جایی که او فینالیست مسابقات قهرمانی اتحادیه راگبی فرانسه او در همان بازی های المپیک تابستانی 1920 که در آنتورپ برگزار شد شرکت کرد و مدال نقره را به دست آورد . 

## لیست جوایزبرای اصلاح
- نایب قهرمان المپیک 1920
- فینالیست قهرمانی اتحادیه راگبی فرانسه 1913-1914
- فینالیست قهرمانی اتحادیه راگبی فرانسه 1919-1920